# 래스터 이미지 프로세서

래스터 이미지 데이터 생성

래스터 이미지 프로세서(raster image processor, RIP)는 비트맵이라고도 알려진 래스터 이미지를 생성하는 인쇄 시스템에 사용되는 구성 요소이다. 이러한 비트맵은 인쇄 시스템의 이후 단계에서 인쇄된 출력을 생성하는 데 사용된다. 입력은 포스트스크립트, PDF 또는 XPS와 같은 고급 페이지 기술 언어로 된 페이지 기술(page description)일 수 있다. 입력은 RIP가 이미지 스케일링 알고리즘을 사용하여 크기를 조정하는 출력 장치보다 높거나 낮은 해상도의 비트맵이거나 이를 포함할 수도 있다.
원래 RIP는 일부 인터페이스(예: RS-232)를 통해 페이지 설명을 수신하고 컴퓨터와 같은 실시간 출력 장치에서 각 픽셀을 활성화하거나 비활성화하는 데 사용되는 "하드웨어 비트맵 출력"을 생성하는 전자 하드웨어 랙이었다. 레이저 프린터, 광학 필름 레코더, 컴퓨터에서 필름으로, 컴퓨터에서 판으로.
RIP는 범용 컴퓨터의 소프트웨어 모듈로 구현되거나 프린터 내부의 마이크로프로세서에서 실행되는 펌웨어 프로그램으로 구현될 수 있다. 고급 조판을 위해 독립형 하드웨어 RIP가 사용되는 경우도 있다. 고스트스크립트, GhostPCL 및 컬러버스트(ColorBurst)의 오버드라이브(Overdrive, macOS용)는 소프트웨어 RIP의 예이다. 모든 포스트스크립트 프린터의 펌웨어에는 RIP가 포함되어 있다. 레이저 프린터의 RIP 칩은 래스터 이미지 출력을 레이저로 보낸다.
이전 RIP는 사진 식자기/사진 세터와의 하위 호환성을 유지하므로 이전 언어를 지원했다. 예를 들어 리노타이프(Linotype) RIP는 CORA(RIP30)를 지원했다.

## 같이 보기
- 정전인쇄
- 래스터 그래픽스
- 벡터 그래픽스